# Casareto Summer Cabin
La Casareto Summer Cabin est une cabane américaine dans le comté de Saint Louis, dans le Minnesota. Située sur les bords du lac Crane, au sein du parc national des Voyageurs, cette cabane en rondins a été construite en 1934 par la famille Casareto, originaire de Worthington. Estimée éligible à une inscription au Registre national des lieux historiques en 2000, elle a été réhabilitée en 2008-2009.